# Thamnomanes
Thamnomanes es un género de aves paseriformes de la familia Thamnophilidae que agrupa a cuatro especies nativas de América del Sur, donde se distribuyen de forma disjunta desde el sureste de Colombia hasta las Guayanas y hacia el sur hasta el sureste de Perú, norte de Bolivia, centro oeste y sureste de Brasil. A sus miembros se les conoce por el nombre común de bataráes, y también hormigueros y chocas, entre otros.

## Etimología
El nombre genérico masculino «Thamnomanes» se compone de las palabras del griego «thamnos» que significa ‘arbusto’, y «manēs» que significa ‘apasionado por’.

## Características
Las aves de este género miden alrededor de 14 cm de longitud y son de color de plumaje bastante uniforme, los machos grises oscuros y con la notable excepción de la hembra de T. schistogynus con sus partes inferiores de rufo vivo. En general forrajean junto a bandadas mixtas del sotobosque. Habitan en las selvas húmedas amazónicas y se parecen con los bataritos del género Dysithamnus, aunque estos evitan la Amazonia, pero tienen la cola ligeramente más larga y son menos rechonchudos.

## Lista de especies
Según las clasificaciones del Congreso Ornitológico Internacional (IOC) y Clements Checklist/eBird, el género agrupa a las siguientes especies con el respectivo nombre popular de acuerdo con la Sociedad Española de Ornitología (SEO):
| Imagen | Nombre científico        | Autor                         | Nombre común       | Estado de conservación | Distribución |
| ------ | ------------------------ | ----------------------------- | ------------------ | ---------------------- | ------------ |
|        | Thamnomanes ardesiacus   | (P.L. Sclater & Salvin, 1868) | batará gorgioscuro | LC                     |              |
|        | Thamnomanes caesius      | (Temminck, 1820)              | batará cinéreo     | LC                     |              |
|        | Thamnomanes schistogynus | Hellmayr, 1911                | batará azulino     | LC                     |              |
|        | Thamnomanes saturninus   | (Pelzeln, 1869)               | batará saturnino   | LC                     |              |